# Dörvöldzsin járás
Dörvöldzsin járás (mongol nyelven: Дөрвөлжин сум) Mongólia Dzavhan tartományának egyik járása. Területe 7300 km². Népessége 2323 fő.
Székhelye Buga (Буга), mely 143 km-re nyugatra fekszik Uliasztaj tartományi székhelytől.